# Zaroślak (Wierzchowie)

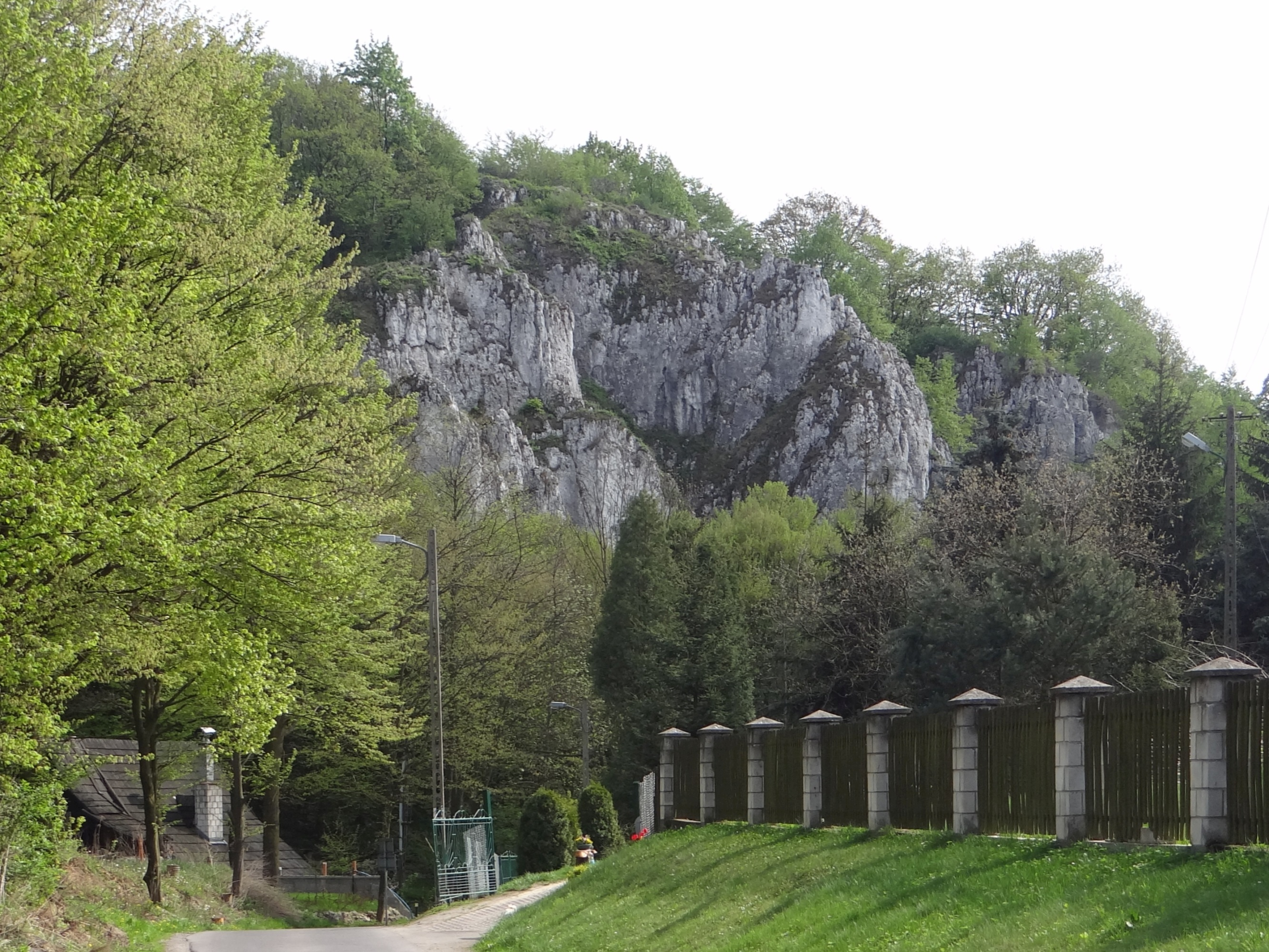
Od lewej: skała jaskini Wierzchowskiej Górnej, Poprzeczna Turnia i Zaroślak

Zaroślak – skała wznosząca się po wschodniej stronie drogi biegnącej przez miejscowość Wierzchowie w województwie małopolskim, w powiecie krakowskim, w gminie Wielka Wieś. Znajduje się w środkowej części grupy wysokich skał. W kierunku od północy na południe są to: skała jaskini Wierzchowskiej Górnej, Poprzeczna Turnia, Zaroślak i Dzika Turniczka.
Zbudowana jest z wapieni skalistych z górnej jury. Wspinacze skalni wytyczyli na niej 11 dróg wspinaczkowych o skali trudności Kurtyki III – VI.3 i wysokości 15–22 m.